# Neptis pura
Neptis pura är en fjärilsart som beskrevs av Karl Grünberg 1908. Neptis pura ingår i släktet Neptis och familjen praktfjärilar. Inga underarter finns listade i Catalogue of Life.